# Pornhub
A Pornhub egy ingyenes, bevételeit reklámfelületek értékesítésén keresztül szerző pornográf videómegosztó honlap. A felmérések szerint az internet 19. legnépszerűbb honlapja. Ezzel ez a legnépszerűbb pornográf tartalmú honlap.

## Felépítése
A Pornhub.com egy olyan honlap, ahol professzionális és amatőr pornográf felvételeket lehet megtekinteni. A honlapon lévő videókat ingyen, regisztráció nélkül lehet megnézni. A tartalmak letöltése regisztrációhoz van kötve.
A Porn 2.0 elvárásainak megfelelően a felhasználók feltölthetik saját készítésű videóikat, illetve webkamerás szolgáltatást is biztosítanak.

## Nézői
A Pornhub az USA területén a legnépszerűbb, látogatóinak 29,3%-a származik innen. Az USA után 5,2%-kal az Egyesült Királyság, majd 5%-kal Németország követi. Látogatóinak többsége férfi. A felvételek többségét olyan heteroszexuális felvételek teszik ki, melynek a nő van a középpontjában. Ezen kívül vannak kifejezetten a nőket megcélzó felvételek, valamint megtalálhatóak a melegeknek és a leszbikusoknak készült filmek is. A nyitólapon a heteroszexuálison kívül csak a leszbikus felvételeket lehet elérni.
A videók minőségén egyértelműen látható, hogy otthoni, felhasználók által készített videók nagy százalékát teszi ki a feltöltött videóknak.

## Szerzői jogok
2010-ben a Pornhub.com két tulajdonosát beperelte a Pink Visual, pornográf filmek forgatására szakosodott filmgyár készítette filmek tulajdonjogát birtokló Ventura Content. Nemcsak ez a honlap zavarta a felperest, hanem az alperesek által üzemeltetett Keezmovies.com, Extremetube.com, Tube8.com egyes felvételei is. A Ventura Content szerint az érintett 45 filmet már több tízmillió alkalommal megtekintették. Állításaik szerint a vállalatok az egész, a felnőttek szórakoztatására szakosodott ipar jogait vonják kétségbe. A Porn 2.0 technológia alapján működő honlapok komoly kihívást jelentenek a fizetés ellenében hozzáférhető oldalaknak, a hagyományos magazinoknak és a DVD alapú terjesztésnek egyaránt.